# جشنواره بین‌المللی فیلم بالی
جشنواره بین‌المللی فیلم بالی (انگلیسی: Bali International Film Festival) یا بالیناله (به انگلیسی: Balinale) یک بنیاد غیردولتی غیرانتفاعی است که در سال ۲۰۰۷ ایجاد گردید. اهداف این بنیاد مبتنی بر تدارک تماشاگران خارجی برای فیلم‌سازان اندونزیایی و همچنین ترغیب فیلم‌سازان خارجی برای نشان دادن جنبه‌های متمایز اندونزی در فیلم‌های آنها می‌باشد. بدین منظور چندین مکان در اندونزی به لوکیشن فیلمیرداری فیلم‌های هالیوود تبدیل شده‌اند که فیلم‌هایی همچون بخور عبادت کن عشق بورز به کارگردانی رایان مورفی، زاده برای وحشی بودن به کارگردانی دیوید لیکلی، وحشی‌ها به کارگردانی الیور استون و الکس کراس به کارگردانی راب کوهن بخشی از آن فیلم‌ها هستند.